# Bluff (film, 1924)
Pour les articles homonymes, voir Bluff (homonymie).

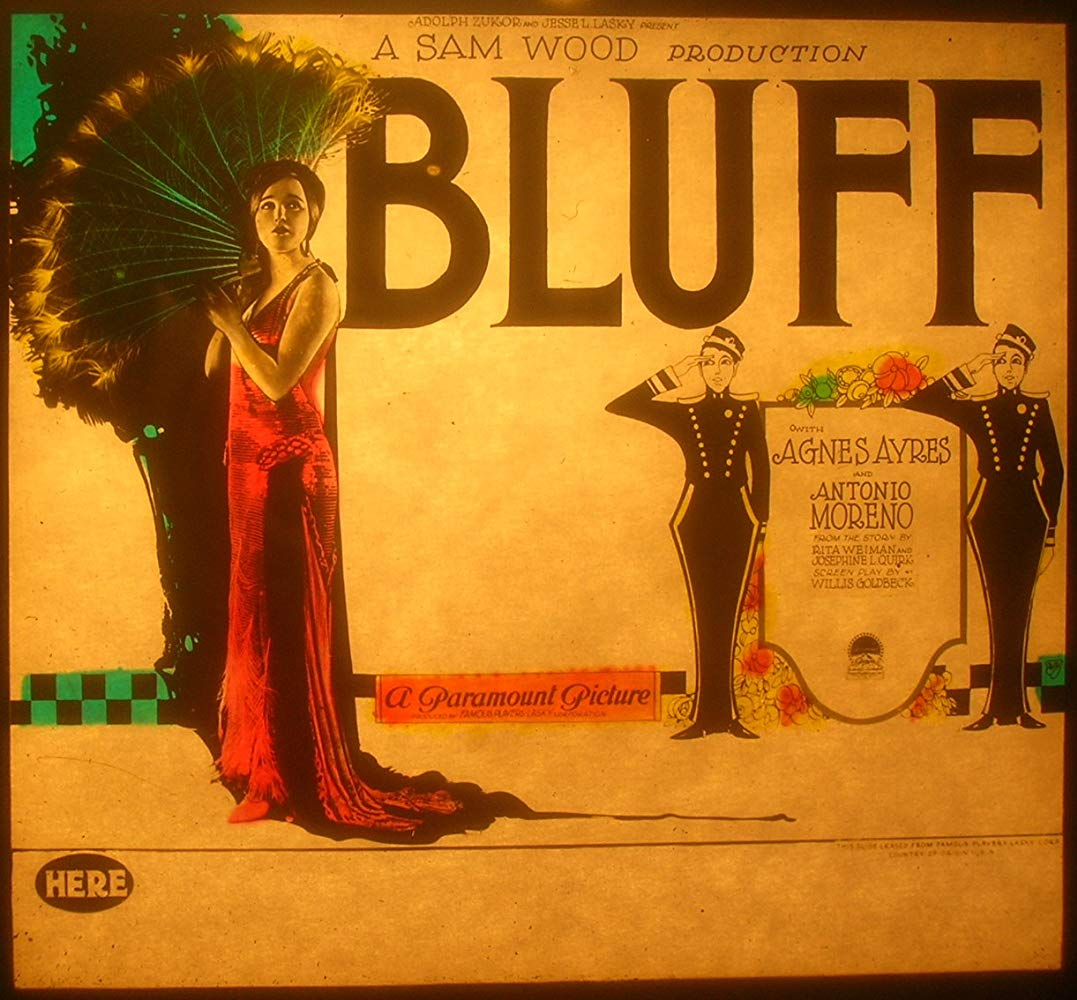
Affiche du film

Bluff est un film américain réalisé par Sam Wood et sorti en 1924.

## Synopsis
Une jeune femme doit trouver rapidement de l'argent afin de financer un traitement médical pour son frère.

## Fiche technique
- Réalisation : Sam Wood
- Scénario : Willis Goldbeck, Josephine Quirk, Rita Weiman
- Producteurs : Jesse L. Lasky, Adolph Zukor
- Photographie : Alfred Gilks
- Production : Famous Players-Lasky Corporation
- Distributeur : Paramount Pictures
- Durée : 60 minutes (6 bobines)[2]
- Date de sortie : 12 mai 1924

## Distribution
- Agnes Ayres : Betty Hallowell

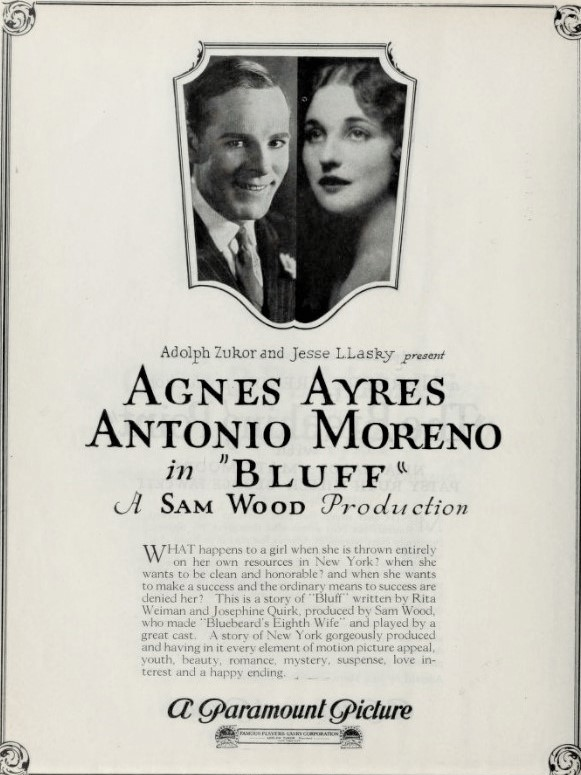
Annonce du film avec une photo d'Antonio Moreno et Agnes Ayres dans le magazine Film Daily

- Antonio Moreno : Robert Fitzmaurice
- Fred J. Butler : Boss Mitchell
- Clarence Burton : Jack Hallowell
- Pauline Paquette : Fifine
- Jack Gardner : Dr. Steve Curtiss
- Arthur Hoyt : Algy Henderson
- E. H. Calvert : Norbert Conroy
- Roscoe Karns : Jack Hallowell